# João Paulo Dias Fernandes
João Paulo Días Fernandes (Barcelos, 9 de noviembre de 1992), más conocido como "Paulinho", es un futbolista portugués que juega como delantero en el Deportivo Toluca de la Liga MX de México.  

## Trayectoria
Comenzó su carrera deportiva en el Santa Maria F. C. y en el Trofense, antes de marcharse al Gil Vicente de la Primeira Liga, con el que marcó 28 goles en 112 partidos.

### Sporting Braga
Fichó en 2017 por el Sporting de Braga, con el que ha disputado la Liga de Europa de la UEFA y fue uno de los máximos goleadores de la Primeira Liga 2019-20.

### Sporting CP
El 1 de febrero de 2021 se marchó traspasado al Sporting C. P. a cambio de 16 millones de euros por el 70% de sus derechos.

### Deportivo Toluca
En junio de 2024 llegó al fútbol mexicano tras fichar por el Club Deportivo Toluca a cambio de 7.75 millones de euros más otros 250 000 en función de determinados objetivos.

## Selección nacional
Fue internacional sub-21 con la selección de fútbol de Portugal en una ocasión. En mayo de 2018 sería preseleccionado en la lista de 35 jugadores para la Copa del Mundo de Rusia 2018, pero no logró pasar el corte.
El 11 de noviembre de 2020 debutó con la absoluta en un amistoso ante Andorra que ganaron por 7-0 y en el que contribuyó con dos goles. Jugó otros 2 partidos contra Francia y Croacia.
Para el año 2022, otra vez sería preseleccionado para la Copa del Mundo de Catar 2022, sin embargo de nueva cuenta, no lograría llegar a ser seleccionado.
| Club                 | País     | PJ | Goles | Periodo     |
| -------------------- | -------- | -- | ----- | ----------- |
| Selección Portuguesa | Portugal | 3  | 2     | 2020 - 2022 |

## Estadísticas

### Clubes
Actualizado al último partido disputado el 27 de octubre de 2024.
| Club | Temporada            | Div.                 | Liga  | Liga  | Liga   | Copas (1) | Copas (1) | Copas (1) | Internacional (2) | Internacional (2) | Internacional (2) | Total (4) | Total (4) | Total (4) | Media goleadora |
| Club | Temporada            | Div.                 | Part. | Goles | Asist. | Part.     | Goles     | Asist.    | Part.             | Goles             | Asist.            | Part.     | Goles     | Asist.    | Media goleadora |
| --- | -------------------- | -------------------- | ----- | ----- | ------ | --------- | --------- | --------- | ----------------- | ----------------- | ----------------- | --------- | --------- | --------- | --------------- |
| Santa Maria FC Portugal | 2011-12              | 4.ª                  | —     | —     | —      | 1         | 0         | 0         | —                 | —                 | —                 | 1         | 0         | 0         | 0               |
| Total Santa Maria FC | Total Santa Maria FC | Total Santa Maria FC | —     | —     | —      | 1         | 0         | 0         | —                 | —                 | —                 | 1         | 0         | 0         | 0               |
| CD Trofense Portugal | 2012-13              | 2.ª                  | 35    | 11    | 0      | 3         | 0         | 0         | —                 | —                 | —                 | 38        | 11        | 0         | 0.28            |
| Total CD Trofense | Total CD Trofense    | Total CD Trofense    | 35    | 11    | 0      | 3         | 0         | 0         | —                 | —                 | —                 | 38        | 11        | 0         | 0.28            |
| Gil Vicente FC Portugal | 2013-14              | 1.ª                  | 20    | 1     | 1      | 7         | 2         | 0         | —                 | —                 | —                 | 27        | 3         | 1         | 0.11            |
| Gil Vicente FC Portugal | 2014-15              | 1.ª                  | 14    | 1     | 0      | 4         | 0         | 0         | —                 | —                 | —                 | 18        | 1         | 0         | 0.05            |
| Gil Vicente FC Portugal | 2015-16              | 2.ª                  | 42    | 7     | 5      | 5         | 1         | 2         | —                 | —                 | —                 | 47        | 8         | 7         | 0.17            |
| Gil Vicente FC Portugal | 2016-17              | 2.ª                  | 36    | 19    | 3      | 2         | 0         | 0         | —                 | —                 | —                 | 38        | 19        | 3         | 0.50            |
| Total Gil Vicente FC | Total Gil Vicente FC | Total Gil Vicente FC | 112   | 28    | 9      | 18        | 3         | 2         | —                 | —                 | —                 | 130       | 31        | 11        | 0.23            |
| SC Braga Portugal | 2017-18              | 1.ª                  | 30    | 13    | 3      | 4         | 1         | 1         | 9                 | 3                 | 1                 | 43        | 17        | 5         | 0.39            |
| SC Braga Portugal | 2018-19              | 1.ª                  | 29    | 5     | 3      | 9         | 6         | 3         | —                 | —                 | —                 | 38        | 11        | 6         | 0.28            |
| SC Braga Portugal | 2019-20              | 1.ª                  | 27    | 16    | 7      | 7         | 2         | 1         | 12                | 6                 | 1                 | 46        | 24        | 9         | 0.52            |
| SC Braga Portugal | 2020-21              | 1.ª                  | 12    | 3     | 3      | 6         | 4         | 0         | 6                 | 3                 | 1                 | 38        | 13        | 6         | 0.34            |
| Total SC Braga | Total SC Braga       | Total SC Braga       | 98    | 37    | 16     | 26        | 13        | 5         | 27                | 12                | 3                 | 151       | 62        | 24        | 0.41            |
| Sporting Club Portugal | 2020-21              | 1.ª                  | 14    | 3     | 2      | —         | —         | —         | —                 | —                 | —                 | 14        | 3         | 2         | 0.21            |
| Sporting Club Portugal | 2021-22              | 1.ª                  | 29    | 11    | 7      | 9         | 0         | 0         | 8                 | 3                 | 1                 | 46        | 14        | 8         | 0.30            |
| Sporting Club Portugal | 2022-23              | 1.ª                  | 22    | 5     | 7      | 7         | 8         | 2         | 9                 | 2                 | 3                 | 38        | 15        | 12        | 0.39            |
| Sporting Club Portugal | 2023-24              | 1.ª                  | 31    | 15    | 5      | 9         | 5         | 2         | 7                 | 1                 | 0                 | 47        | 22        | 7         | 0.46            |
| Total Sporting Club | Total Sporting Club  | Total Sporting Club  | 96    | 34    | 21     | 25        | 13        | 4         | 24                | 6                 | 4                 | 145       | 53        | 28        | 0.36            |
| Toluca FC México | 2024-25              | 1.ª                  | 39    | 27    | 7      | —         | —         | —         | 3                 | 1                 | 1                 | 42        | 28        | 8         | 0.67            |
| Toluca FC México | 2025-26              | 1.ª                  | 2     | 1     | 0      | 1         | 1         | 0         | 3                 | 4                 | 0                 | 6         | 6         | 0         | 1               |
| Total Toluca FC | Total Toluca FC      | Total Toluca FC      | 41    | 28    | 7      | 1         | 1         | 0         | 6                 | 5                 | 1                 | 48        | 34        | 8         | 0.71            |
| Total de Carrera | Total de Carrera     | Total de Carrera     | 382   | 138   | 53     | 74        | 30        | 11        | 57                | 23                | 8                 | 513       | 191       | 71        | 0.37            |
| (1) Incluye datos de la Copa de Portugal, Copa de la Liga de Portugal y Supercopa de Portugal.(2) Incluye datos de UEFA Champions League, UEFA Europa League, CONCACAF Champions League y Leagues Cup.(3) No incluye datos de partidos amistosos. |                      |                      |       |       |        |           |           |           |                   |                   |                   |           |           |           |                 |

## Palmarés

### Títulos nacionales
| Título                | Club           | País     | Año  |
| --------------------- | -------------- | -------- | ---- |
| Copa de la Liga       | S. C. Braga    | Portugal | 2020 |
| Copa de Portugal      | S. C. Braga    | Portugal | 2021 |
| Primeira Liga         | Sporting C. P. | Portugal | 2021 |
| Supercopa de Portugal | Sporting C. P. | Portugal | 2021 |
| Copa de la Liga       | Sporting C. P. | Portugal | 2022 |
| Primeira Liga         | Sporting C. P. | Portugal | 2024 |
| Primera División      | Toluca         | México   | 2025 |
| Campeón de Campeones  | Toluca         | México   | 2025 |

### Distinciones individuales
| Distinción                                        | Año     |
| ------------------------------------------------- | ------- |
| Máximo Goleador de la Copa de la Liga de Portugal | 2019    |
| XI Ideal de la Primeira Liga                      | 2020    |
| Máximo Goleador de la Copa de la Liga de Portugal | 2021    |
| Máximo Goleador de la Copa de la Liga de Portugal | 2023    |
| Campeón de goleo de la Liga MX                    | 2024-25 |
| Campeón de goleo de la Liga MX                    | 2024-25 |
| Mejor Delantero de la LigaMX                      | 2024-25 |
| Mejor Goleador de la LigaMX                       | 2024-25 |
| Mejor Jugador Absoluto de la LigaMX               | 2025-25 |